# إيلي دريك
إل ايه نايت (بالإنجليزية: Shaun Ricker)‏ هو مصارع محترف أمريكي، ولد في 1 نوفمبر 1982 في هاجرستاون في الولايات المتحدة.

## روابط خارجية
- إيلي دريك على موقع IMDb (الإنجليزية)
- إيلي دريك على موقع قاعدة بيانات الفيلم (الإنجليزية)
- إيلي دريك على موقع دبليو دبليو إي (الإنجليزية)
- إيلي دريك على موقع WrestlingData.com (الإنجليزية)
- إيلي دريك على موقع CageMatch worker (الإنجليزية)
- إيلي دريك على موقع قاعدة بيانات المصارعة على الإنترنت (الإنجليزية)
- إيلي دريك على موقع عالم المصارعة على الإنترنت (الإنجليزية)